# 결사의 자유 및 단결권 보호에 관한 협약

결사의 자유 및 단결권 보호에 관한 협약을 비준한 나라

결사의 자유 및 단결권 보호에 관한 협약(Freedom of Association and Protection of the Right to Organise Convention, 1948)은 국제 노동 기구의 제87호 협약으로, 국제 노동 기구의 8대 핵심 협약 중 하나이다. 1948년 샌프란시스코에서 열린 국제 노동 기구 총회에서 채택되었고, 1950년 7월 4일 발효되었다. 2020년 11월을 기준으로 155개국이 이 협약을 비준하였다.
이 협약과 단결권 및 단체교섭권 협약의 이행 상황을 점검하기 위해 국제 노동 기구에 결사의 자유 위원회가 1951년에 설치되어 활동하고 있다.

## 주요 내용
이 협약은 사용자와 노동자가 어떤 차별도 없이 자율적으로 단체를 설립하고, 가입할 권리를 보장한다. 노동자단체와 사용자단체는 자율적으로 규약을 제정하고, 대표를 선출하고, 활동을 조직하고, 사업을 수립할 수 있으며, 정부 등 공공기관이 이에 대해 간섭하지 않도록 규정하고 있다. 그리고 노동자단체와 사용자단체는 행정기관에 의해 해산되거나 활동이 정지되지 않는다.
한편, 경찰이나 군인의 단결권 보장의 범위는 국내법으로 정하도록 규정하여 결사의 자유 및 단결권 보장의 예외를 인정하고 있다.